# Copitarsia consueta
Copitarsia consueta là một loài bướm đêm trong họ Noctuidae.